# Rybitví

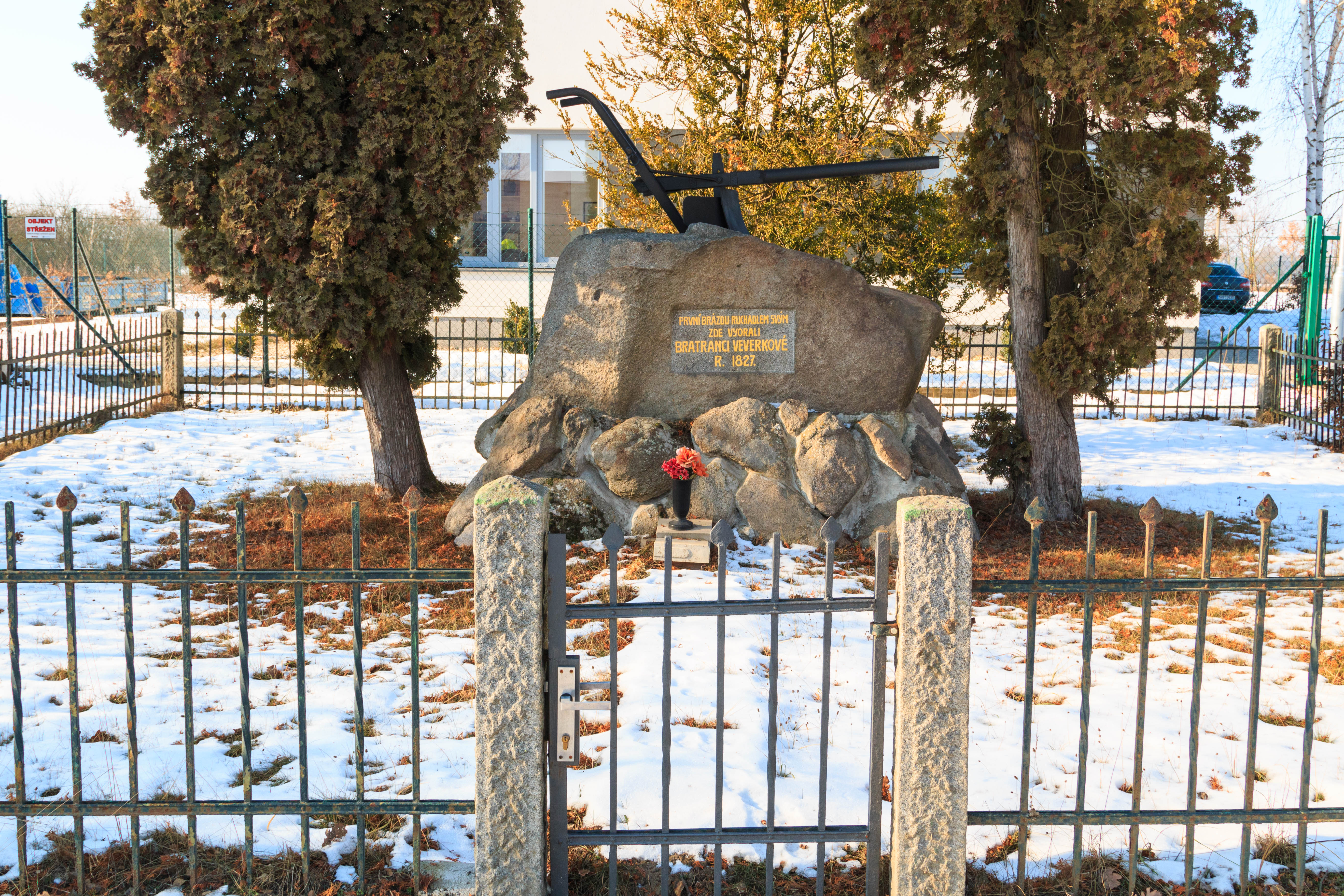
Denkmal für die Cousins Veverka

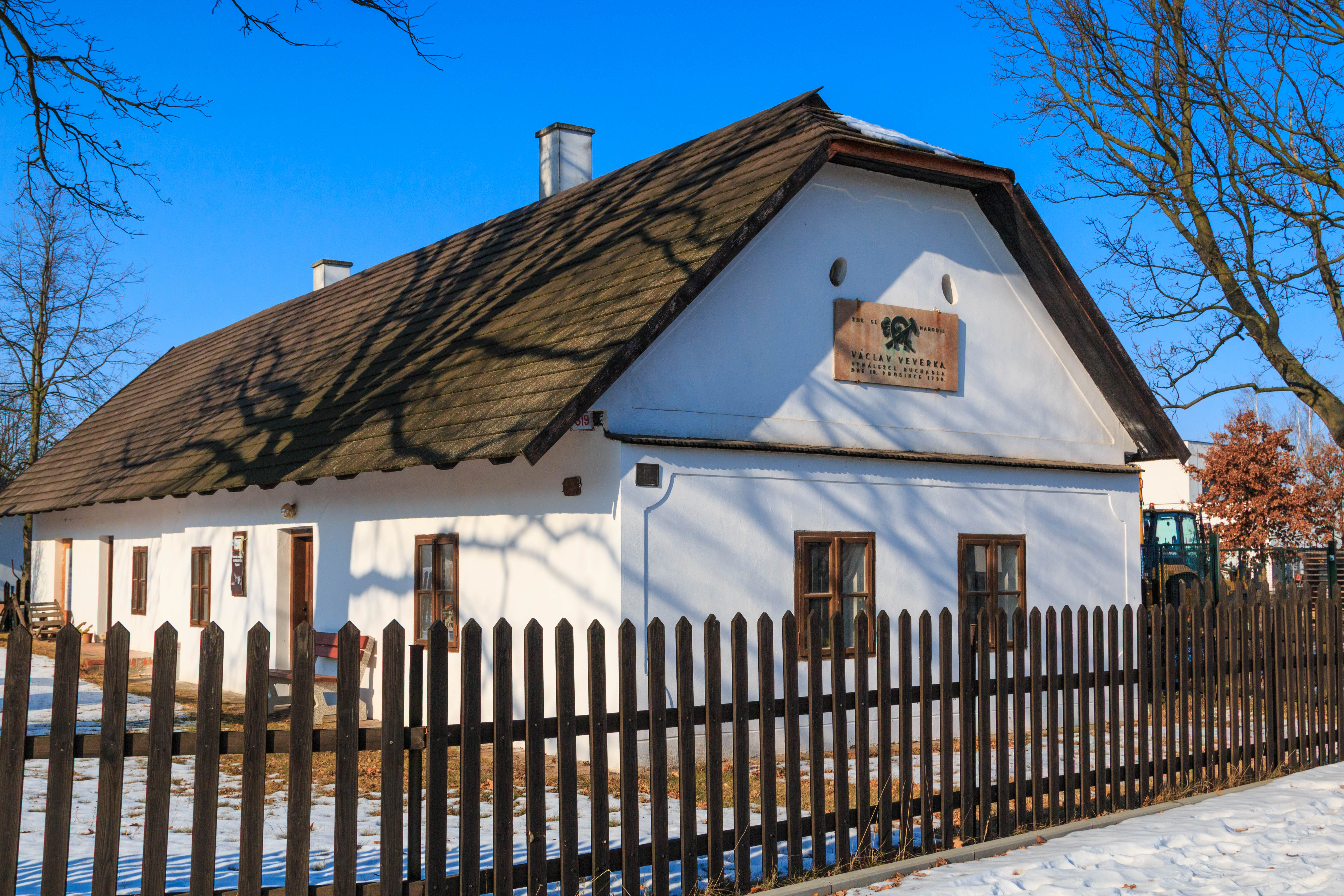
Geburtshaus von Václav Veverka

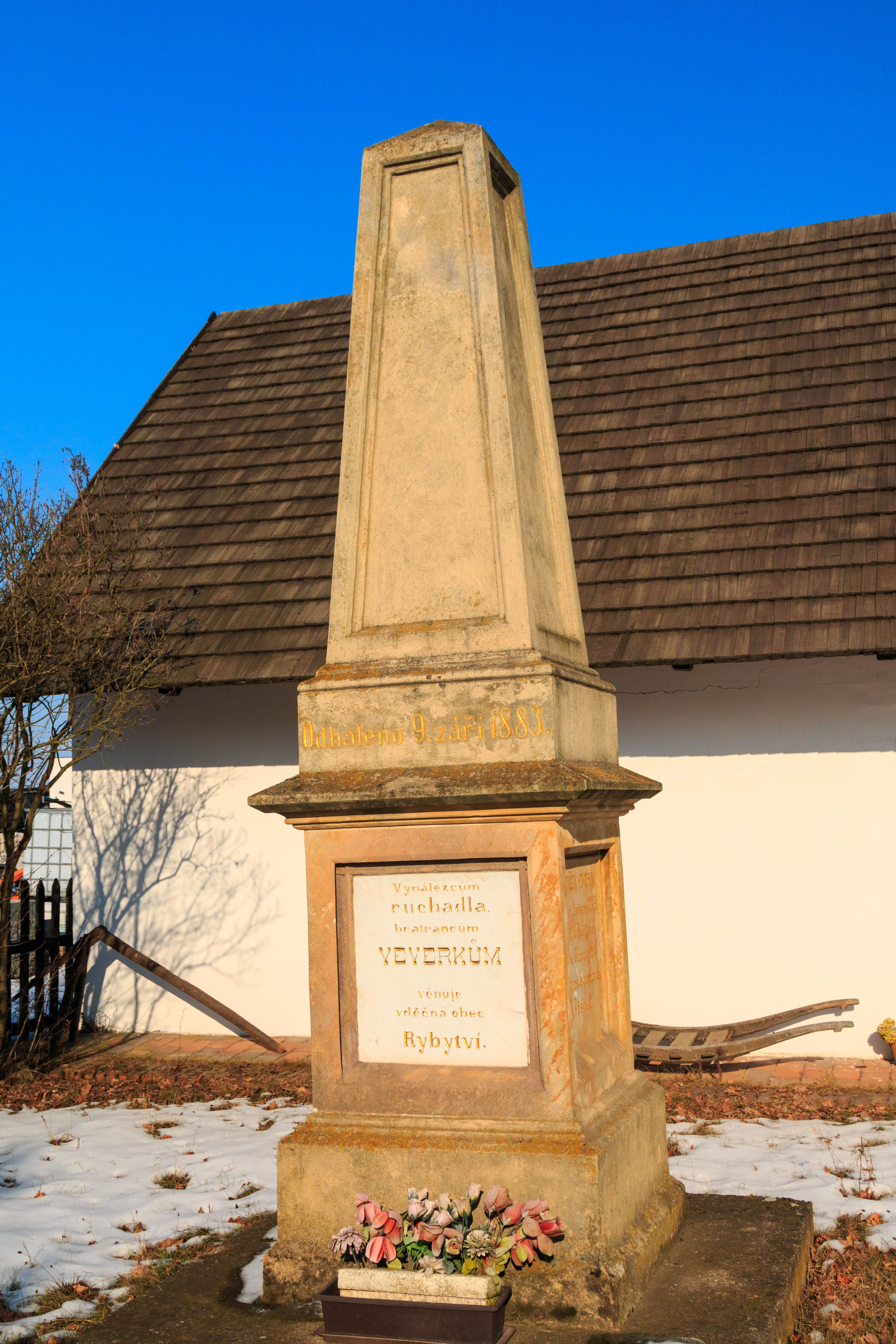
Denkmal am Haus von Václav Veverka

Rybitví (deutsch Rybitew) ist eine Gemeinde im Okres Pardubice in Tschechien. Sie liegt sechs Kilometer nordwestlich des Stadtzentrums von Pardubice.

## Geographie
Rybitví befindet sich rechtsseitig der Elbe in der Pardubická kotlina (Pardubitzer Becken). Östlich und südlich des Ortes erstreckt sich ein ausgedehntes Industriegebiet mit den Produktionsanlagen des Chemieunternehmens Synthesia, a.s., Pardubice. Nordwestlich erhebt sich der Svatý Jiří (Georgsberg, 233 m n.m.). Südwestlich von Rybitví liegt in einem abgeworfenen Elbmäander an der Mündung des Grabens Velká strouha in die Elbe das Rückhaltebecken Lhotka. Im Norden führt die Silnice I/36 zwischen Pardubice und Lázně Bohdaneč an Rybitví vorbei.
Nachbarorte sind Horka, Dolany und Staré Ždánice im Norden, Hrádek und Pohránov im Nordosten, Semtín im Osten, Kréta, Rosice und Svítkov im Südosten, Srnojedy und Krchleby im Süden, Lány na Důlku und Opočínek im Südwesten, Černá u Bohdanče im Westen sowie Dědek und Lázně Bohdaneč im Nordwesten.

## Geschichte
Die erste schriftliche Erwähnung des Ortes erfolgte im Jahre 1377, als Albrecht von Cimburg auf Blatník die Feste Blatník mit dem Städtchen Bohdaneč sowie den Dörfern Bystřec, Rybitwy, Černá u Bohdanče und Lhotka Blatníkovská an den Opatowitzer Abt Jan z Orle verkaufte. Nachdem das Benediktinerkloster während der Hussitenkriege im Jahre 1421 zerstört worden war, überschrieb König Sigismund Rybitví zusammen mit weiteren ehemaligen Klosterdörfern als Pfandbesitz an Diviš Bořek von Miletínek, der daraus die Herrschaft Kunburg bildete. 1491 erwarb Wilhelm von Pernstein die Herrschaften Kunburg und Pardubitz. Im Jahre 1494 bestand Rybitví aus acht Anwesen. 1560 verkaufte Jaroslav von Pernstein die Herrschaft Kunburg an König Ferdinand I. 1563 gab es in dem Dorf neun Anwesen. Weitere Namensformen waren Ribitwi (1688) und Ribitew (1720).
Im Jahre 1835 bestand das im Chrudimer Kreis gelegene Dorf Rybitew aus 19 Häusern, in denen 176 Personen lebten. Pfarrort war Roßitz (Rosice). Bei der Einführung des Stabilen Katasters wurden 1839 in Rybitew acht Bauern, sechs Chalupner und fünf Kötter erfasst. Bis zur Mitte des 19. Jahrhunderts blieb Rybitew der k.k. Kameralherrschaft Pardubitz untertänig.
Nach der Aufhebung der Patrimonialherrschaften bildete Rybitví ab 1849 mit den Ortsteilen Blatník und Lhotka u Rybitví eine Gemeinde im Gerichtsbezirk Pardubitz. Ab 1868 gehörte die Gemeinde zum Bezirk Pardubitz. Zum Ende des 19. Jahrhunderts wurde auch V Polsku als Ortsteil geführt.
Nach dem Münchner Abkommen wurde östlich von Rybitví als Ersatz für das verloren gegangene Werk in Aussig die Fabrik AZO I für Azofarbstoffe errichtet, die trotz ihrer Rekordbauzeit erst 1940 – nach der deutschen Besetzung des Landes – fertiggestellt wurde. Während des Zweiten Weltkrieges erfolgte ein weiterer Ausbau des Chemiestandortes, der sich nunmehr auf den Fluren der Gemeinden Rosice, Doubravice und Rybitví rechtselbisch bis nach Hrádek erstreckte. Die Unternehmen UMA Rybitví und Spolek pro chemickou a hutní Rybitví wurden 1945 verstaatlicht und mit den angrenzenden Werken Explosia Semtín und Synthesia Semtín zum Staatsunternehmen Východočeské chemické závody n.p. (VCHZ) zusammengeschlossen.
1949 wurde die Gemeinde Rybitví dem Okres Pardubice-okolí zugeordnet; Rosice und Doubravice wurden nach Pardubice eingemeindet und zum Stadtteil Semtín zusammengeschlossen. Im Zuge der Gebietsreform von 1960 erfolgte die Aufhebung des Okres Pardubice-okolí, seitdem gehört Rybitví zum Okres Pardubice. Von 1964 bis 1990 war Černá u Bohdanče eingemeindet.
Die Ende der 1950er bis Anfang der 1960er Jahre vorgenommene Erweiterung der Betriebsanlagen der VCHZ führte zum vollständigen Abriss und der Überbauung des Ortsteils Blatníkovská Lhotka. An der Stelle der Ansiedlung Blatník entstand eine Kläranlage des Werkes Synthesia, der abgeworfene Elbmäander westlich von Blatník wurde zum Rückhaltebecken Lhotka ausgebaggert; die für 28 Mio. Kč errichtete Anlage zur Separierung von Säure aus den Werksabwässern, die zuvor über den das Industriegebiet durchfließenden Graben Velká strouha in die Elbe eingeleitet wurden, nahm im Februar 1962 den Probetrieb auf. Das alte Dorf Rybitví wurde Ende der 1960er Jahre mit Ausnahme des kulturhistorisch bedeutsamen Veverka-Hauses abgebrochen und mit Gewerbeobjekten überbaut. Nordöstlich und nördlich des alten Dorfes wurden mit der Stará Kolonie, Nová Kolonie und 5 domků drei neue Wohngebiete mit Siedlungshäusern angelegt. Zwischen den drei Siedlungen entstand ein neues Ortszentrum mit Wohnblöcken, Grundschule, Kindergarten, Post und einer Heilstätte für Langzeiterkrankungen. Der Ortsteil Blatníkovská Lhotka wurde am 1. März 1980 offiziell aufgehoben. Seit 1996 führt die Gemeinde ein Wappen und Banner. Die Farbfabrik Ry 14 (ehemals AZO I) wurde in den 2000er Jahren stillgelegt und am 31. Juli 2008 gesprengt.

## Gemeindegliederung
Für die Gemeinde Rybitví sind keine Ortsteile ausgewiesen. Rybitví besteht aus den Ortslagen 5 domků, Nová Kolonie, Stará Obec und Stará Kolonie.
Auf dem Gemeindegebiet liegen die Wüstungen Blatníkovská Lhotka (Lhota Blatnikau) und Blatník (Blatnik).

## Persönlichkeiten
Der Bauer František Veverka (1796–1849) und sein Cousin, der Schmied Václav Veverka (1799–1848), konstruierten zwischen 1824 und 1827 die ersten steilwendenden Sturzpflüge (Ruchadlo), deren Streichblech über eine zylindrische, schräggestellten Form verfügt, welche den gepflügten Erdstreifen um seine Querachse biegt und so bricht und krümelt.

## Sehenswürdigkeiten
- Geburtshaus von Václav Veverka in Stará Obec, das einzige erhaltene Haus des alten Dorfes ist als Kulturdenkmal geschützt. Es beherbergt eine Ausstellung zur Geschichte der Landtechnik.
- hoher Sandsteinobelisk am Haus von Václav Veverka in Stará Obec
- Denkmal für die Cousins Veverka, geschmiedeter Pflug auf einem Steinblock
- Denkmal für die Gefallenen des Ersten Weltkrieges, es stammt aus Blatníkovská Lhotka und steht nun in Nová Kolonie